# Insomnie
Pour les articles homonymes, voir Insomnie (homonymie).
Ne doit pas être confondu avec Agrypnie, Procrastination du sommeil ou Procrastination de vengeance à l'heure du coucher.
 Mise en garde médicale
L'insomnie définit le plus souvent des problèmes de sommeil chez un individu. Ce terme est créé au XVIe siècle sur la base du latin insomnia (du latin somniculus, « état de celui qui dort ») et signifie stricto sensu la privation de sommeil.
Dans l'acception commune et courante, l'insomnie est la diminution de la durée habituelle du sommeil et/ou l'atteinte de la qualité du sommeil avec répercussion sur la qualité de la veille du lendemain. Un sommeil interrompu durant la nuit, ou sommeil polyphasique, est souvent confondu avec l'insomnie, menant la plupart du temps à une prescription de somnifères.

## Épidémiologie
Au milieu du XIXe siècle, on considère que « l'insomnie, ou plutôt l'état organique du cerveau dont elle est l'expression, ne serait qu'une cause de maladie, plutôt qu'une maladie elle-même ». Pour l'historien Roger Ekirch, l'apparition des premiers diagnostics d’insomnie, à la fin du XIXe siècle, fait suite à l’adoption généralisée de la nuit de huit heures d'une traite.
Environ un tiers des adultes se plaignent d'insomnies occasionnelles et 11 % ont une réelle insomnie. Ce trouble est plus fréquent chez les femmes que chez les hommes, chez les personnes ayant des horaires irréguliers de travail et chez les personnes malades.
Une maladie psychiatrique est retrouvée dans un peu plus d'un tiers des insomnies chroniques, le plus souvent de nature anxieuse ou dépressive. Ces dernières sont souvent le premier symptôme de la maladie et la persistance des troubles du sommeil augmente le risque de récidive.

## Classification des insomnies
Elle fait partie de la Classification Internationale des Troubles du Sommeil.
| Type d'insomnie                                                            | Durée            | Caractéristiques de l'insomnie | Traitements possibles par ordre décroissant voir aussi chapitre correspondant                                                                                     |
| -------------------------------------------------------------------------- | ---------------- | --- | --- |
| Insomnie d'ajustement                                                      | < 3 mois         | - Insomnie aiguë transitoire - associée à un facteur stressant (psychologique, environnemental, physique ou psychosocial) - elle cesse avec l'éviction du facteur causal ou s'il y a adaptation | - éviction du facteur responsable si possible - renforcement de l'hygiène du sommeil - traitement cognitif - traitement médicamenteux - traitement comportemental |
| Insomnie psychophysiologique ou insomnie d'endormissement                  | > 1 mois         | - présence d'un conditionnement avec identification d'un facteur s'opposant à l'endormissement ou induisant un état d'hyperéveil : - angoisse de performance pour le sommeil - incapacité à s'endormir à une heure planifiée, mais sans aucune difficulté au cours de situations monotones - qualité du sommeil améliorée en dehors de la maison - activité mentale exacerbée au lit - tension somatique excessive | - traitement cognitif - renforcement de l'hygiène du sommeil - traitement comportemental - traitement médicamenteux - relaxation                                  |
| Insomnie paradoxale                                                        | > 1 mois         | - Insomnie chronique avec quelques nuits normales - insomnie très sévère à la lecture de l'agenda du sommeil, absence paradoxale de siestes diurnes - dysfonctionnement diurne plus modéré que ne le voudrait l'importance de la privation de sommeil - le sujet rapporte un éveil le plus fréquemment induit par des stimuli environnementaux, des pensées intrusives…                                            | - traitement cognitif - renforcement de l'hygiène du sommeil - traitement comportemental                                                                          |
| Insomnie idiopathique                                                      | depuis l'enfance | - début de l'insomnie dans l'enfance - absence de facteur causal identifié - absence de période de rémission | - pharmacothérapie spécifique - renforcement de l'hygiène du sommeil                                                                                              |
| Insomnie secondaire à une maladie mentale                                  | > 1 mois         | - pathologie mentale diagnostiquée - l'insomnie est un signe précurseur d'une pathologie mentale à venir | - traitement adaptée de la maladie mentale - renforcement de l'hygiène du sommeil - traitement cognitif - traitement comportemental                               |
| Insomnie par mauvaise hygiène du sommeil                                   | > 1 mois         | - mauvais planning du sommeil : heures du coucher et levers variables, temps passés au lit excessif, siestes… - abus d'alcool, nicotine, caféine… - activités mentales, physiques ou émotionnelles trop proches du coucher - utilisation du lit à d'autres fins que le sommeil : tv, lecture, repas… - environnement de chambre à coucher peu propice au sommeil                                                   | - renforcement de l'hygiène du sommeil - traitement cognitif - traitement comportemental                                                                          |
| Insomnie secondaire à une drogue ou une substance                          | > 1 mois         | - abus ou dépendance à une drogue favorisant une fragmentation du sommeil (intoxication ou sevrage) - médicaments ou aliments favorisants une fragmentation du sommeil - insomnie associée à la période d'utilisation, d'intoxication ou de sevrage | - sevrage progressif, éviction si possible de la substance - renforcement de l'hygiène du sommeil                                                                 |
| Insomnie secondaire à une cause médicale voir aussi chapitre correspondant | > 1 mois         | - pathologie médicale responsable d'une fragmentation du sommeil - pathologie médicale directement responsable de l'insomnie | - traitement optimal de l'affection médicale en cause - renforcement de l'hygiène du sommeil - pharmacothérapie spécifique à adapter à l'affection médicale       |

L'insomnie se manifeste par quatre types de symptômes : la difficulté d'endormissement, la difficulté à rester endormi, le réveil précoce et le sommeil non récupérateur. Ces symptômes sont souvent associés et peuvent évoluer dans le temps.

## Causes
Les troubles du sommeil les plus courants causant l'insomnie sont le stress, les syndromes anxieux ou les états d'agitation ainsi que les problèmes digestifs. Les syndromes dépressifs sont souvent cause d'insomnie mais en sont parfois la conséquence.
Toute maladie peut entraîner un trouble du sommeil : douleurs chroniques, fièvre, essoufflement. Certaines insomnies sont directement la conséquence d'une alimentation inadaptée, en particulier la prise excessive ou trop tardive de caféine. Elles peuvent être la conséquence d'un traitement.
Deux types de pathologies psychiatriques sont particulièrement aptes à générer des insomnies :
- les épisodes maniaques (états d'exaltation des humeurs) que l'on trouve essentiellement dans le cadre des troubles bipolaires ;
- les pathologies se manifestant par de l'hypervigilance, notamment les psychoses et les états de stress post-traumatique.

D'autres causes plus rares incluent :
- apnée du sommeil - Le cycle normal du sommeil est interrompu par de nombreux arrêts (pauses) de la respiration. Les conséquences de ces apnées sont une diminution du taux d'oxygène dans le sang et souvent des micro-réveils. Le sujet ne s'en souvient généralement pas le lendemain, mais se plaint de somnolence durant la journée. La plupart du temps ce trouble est de nature obstructive : il est question de syndrome d'apnées obstructives du sommeil (SAOS). Ce type d'apnée est souvent lié à l'obésité ;

- syndrome des jambes sans repos ou « impatiences » - Ces symptômes sont souvent décrits comme étant des sensations tactiles imposant le mouvement des membres concernés. La personne a un besoin impérieux de bouger dans le but de faire disparaître cette sensation, empêchant la survenue du sommeil et induisant un besoin de sommeil ;

- syndrome des mouvements périodiques , qui se différencie du syndrome des jambes sans repos en ceci qu'il survient pendant le sommeil, la personne n'en ayant pas conscience, les mouvements étant involontaires et rythmés (un mouvement toutes les 20 à 40 secondes). Ce syndrome entraine des micro-réveils fréquents induisant un sommeil de mauvaise qualité, avec pour corollaire une somnolence ou fatigue diurne. Il touche 10 à 15 % de la population, et plus de 50 % chez les personnes de plus de 50 ans. Il est souvent associé au syndrome des jambes sans repos. Il existe une forme idiopathique ou primaire. Les causes secondaires sont les carences martiales, l'insuffisance rénale, certains médicaments. Tout comme le syndrome des jambes sans repos il résulte d'un dysfonctionnement du système dopaminergique ;

- parasomnie - De nombreuses personnes qui pensent souffrir d'insomnie ont parfois simplement besoin de moins de sommeil qu'elles ne le pensent. Il ne faut d'ailleurs pas confondre le temps de sommeil et le besoin de sommeil. Le processus de vieillissement se manifeste notamment par un sommeil plus léger sur des périodes plus courtes, avec une vie tout à fait normale en période diurne, sans somnolence ou fatigue. Dans ces cas, il est inutile de prolonger artificiellement le temps de sommeil et il s'agit plutôt de proposer une occupation pendant les périodes d'insomnies.

Une rare configuration génétique (mutation d'un prion) peut causer une forme d'insomnie, pouvant entraîner la mort, appelée insomnie fatale familiale.

## Méthodes diagnostiques
- L'interrogatoire du patient et, éventuellement du conjoint
- L'agenda du sommeil[14] permet d'objectiver les troubles du sommeil. C'est un tableau sur lequel la personne note nuit après nuit, ses horaires de sommeil. La qualité du sommeil, la qualité du réveil, la forme dans la journée et l'existence de sieste ou non sont rapportés. D'autres informations peuvent être précisées selon les besoins. L'agenda permet de repérer facilement son rythme de sommeil. En cas d'insomnie, il illustre la qualité du sommeil et sa progression sous traitement et lors d'un sevrage en hypnotiques. Cependant, l'autoévaluation n'est pas toujours fiable et la durée d'endormissement ou celle des épisodes éveillés peut être surestimée[15].
- L'actimétrie - C'est un examen du rythme veille-sommeil qui est réalisé grâce à un actimètre. L'actimètre est un petit appareil de la taille d'une montre qui se porte le plus souvent au poignet non dominant. À l'intérieur une cellule piézo-électrique permet de détecter les accélérations des mouvements. permettant de visualiser l'alternance de l'activité des jours et des nuits et donc avoir une bonne représentation du rythme veille-sommeil et de la qualité de la nuit. Certains actimètres permettent de mesurer l'intensité lumineuse ou la température corporelle.

Le tout permet de préciser le type d'insomnie, problème d'endormissement ou réveil précoce avec difficulté ou impossibilité de réendormissement, et ses conséquences dans la journée (fatigue, irritabilité, déficit d'attention...).
L'échelle de somnolence d’Epworth (qui évalue la somnolence dans la journée) peut donner des arguments en faveur d'une apnée du sommeil (présente dans un tiers à deux tiers des cas). Une prise en charge spécifique pouvant alors être proposée.
Une recherche de prise inappropriée d'excitants doit être faite (caféine sous toutes ses formes, drogues…).

## Conséquences
Les conséquences les plus évidentes en sont sur le retentissement sur les activités diurnes notamment somnolence, troubles de la vigilance, irritabilité ou dépression. Ainsi la présence d'une insomnie chronique semble être un facteur de risque de survenue d'une dépression des années plus tard. La présence d'un ou plusieurs de ces signes est un argument majeur pour la nécessité d'une prise en charge. Le simple fait de dormir peu, quantitativement parlant, sans aucune conséquence sur la vie de tous les jours, reflète seulement un besoin de sommeil faible, courant chez la personne âgée et qui ne nécessite en aucun cas un traitement médicamenteux.
L'insomnie chronique est corrélée avec :
- l'hypertension artérielle[18] ;
- le diabète de type 2[19] ;
- l'infarctus du myocarde[20], une insuffisance cardiaque[21] mais il n'est pas prouvé que traiter cette insomnie est susceptible d'en diminuer le risque ;
- l'obésité[22] (elle contribuerait ainsi modérément à la mortalité)[23],[24] ;
- certains cancers ? Plusieurs travaux récents ont conclu à une corrélation entre l’insomnie (trouble du sommeil le plus courant, et de plus en plus fréquent), et le cancer, mais avec des résultats incohérents[25]. Une étude récente (2020) s'est basée sur les contenus de sept bases de données et d’études complémentaires, huit études de cohorte (sept prospectives et une rétrospective) ont été retenues comme pertinentes(ayant impliqué 578 809 participants et 7 451 évènements cancéreux)[25]. Un risque global de cancer était de 24 % plus élevé chez les insomniaques par rapport aux non-insomniaques[25]. L'analyse de sensibilité a conclu à une corrélation stable, et l'analyse de sous-groupes a mis en évidence un risque significativement plus haut chez les femmes ; et le cancer de la thyroïde était le plus concerné par ce risque. L'insomnie pourrait donc être un signe d'alerte précoce de l'apparition du cancer, ce qui reste à confirmer en raison de biais potentiels dans les études existantes[25] ;
- un risque accru (de 24 %) d'hémorragie cérébrale due à une rupture d'anévrisme intracrânien, probablement avec l'hypertension artérielle comme cause commune, en lien avec une prédisposition génétique à l'insomnie, selon une étude[26] suédoise publiée en 2021 par l'American Heart Association (étude qui devra être confirmé par d'autres études car il s'agit d'une donnée nouvelle)[27].

## Traitements
Des recommandations ont été publiées pour la prise en charge des insomnies chroniques. Celles, européennes, datent de 2017, celles, américaines, de 2016.
La prise en charge d'une cause identifiable (douleurs chroniques, syndrome dépressif) peut aider à améliorer l'insomnie.
L'évaluation des traitements médicamenteux est satisfaisante à court terme mais pas forcément à long terme, les études ne portant que sur quelques semaines, au maximum sur quelques mois ; toutefois, dans certains cas, ces médicaments sont pris pendant plusieurs années.

### Conseils d'hygiène du sommeil et de techniques de relaxation
Dans ce registre, les conseils les plus communs sont la réduction des activités stimulantes (sports, activités intellectuelles) ; la prise de stimulants (caféine, nicotine), d'alcool et de boissons (entraînant des réveils nocturnes pour la miction) ; les repas copieux et les siestes (notamment après une mauvaise nuit de sommeil), les activités sur écran (ordinateur, télévision, - ces activités nuisant au sommeil « par l'effet d'excitation qu'elles produisent mais aussi du fait de la luminosité de l'écran, qui perturbe l'horloge biologique »).
On recommande au contraire maintenir un environnement calme, relaxant et confortable avant le sommeil à l'aide de lecture, de musique, d'un bain ou d'une douche et d'une température ambiante aux alentours de 18 °C, (15 à 19 °C mais cela peut être moins ou plus, du moment que l’on n'a ni trop froid ni trop chaud en s’endormant et après). On peut utiliser des techniques de relaxation, (relaxation musculaire progressive (en), méditation, imagerie guidée (en) pour se créer des images mentales positives et contrer les pensées négatives, contrôle de la respiration, notamment par des exercices de respiration profonde (en),), par contre la technique de « compter les moutons » est peu efficace. Et enfin, apprendre à connaître les signes de fatigue indiquant l'imminence d'un cycle du sommeil et ne pas retarder l'heure du coucher améliore l'hygiène du sommeil.
La pertinence de ces conseils est cependant remise en question dans certaines études et méta-analyses,. Leur efficacité semble avoir été exagérée, dans la mesure où leur apport positif lorsque mis en pratique en dehors du cadre expérimental semble très limité. Il n'est pas clairement démontré qu'il s'agisse d'un traitement efficace dans des conditions réelles; de plus, la promotion de l'hygiène du sommeil semble retarder la prise en charge efficace des patients au moyen d'autres thérapies à l'efficacité davantage démontrée. Ainsi, le groupe d'experts à l'origine de la méta-analyse commandée par l'American Academy of Sleep Medicine ne recommande pas cette approche en tant que traitement de première intention.

### Thérapies comportementales
Elles sont proposées en première intention, tant dans les recommandations européennes qu'américaines.
Les thérapies comportementales permettent de rétablir un rythme veille-sommeil satisfaisant, en diminuant notamment de 50 % le temps d'endormissement et la durée des réveils nocturnes. Des essais comparatifs ont permis de retenir une meilleure efficacité par rapport au placebo, ainsi qu'une efficacité au moins égale à celle des traitements médicamenteux,. L'efficacité de ces méthodes est toutefois qualifiée de « modérée » par l'American Academy of Sleep Medicine.
D'autres techniques incluent la technique du contrôle par le stimulus. Elle consiste à ré-associer le lieu où on se couche (la chambre) avec le sommeil : aller se coucher quand le sommeil arrive, utiliser le lit uniquement pour dormir (supprimer la télévision, ne plus lire dans le lit, ne pas fumer… mais tolérance de l'activité sexuelle). Si le sommeil ne survient pas au bout de 20 minutes, se lever et attendre qu'il revienne avant de se recoucher, tout en maintenant une activité peu stimulante ; procéder de même en cas de réveil nocturne avec difficulté à se rendormir,, en résumé, associer son lit à l'idée du sommeil.
La restriction du sommeil : l'insomniaque passe paradoxalement un temps relativement long dans son lit. Ce temps n'est pas consacré exclusivement au sommeil, le sujet restant souvent éveillé, tout en demeurant allongé dans son lit. L'idée consiste à restreindre au minimum le temps passé au lit afin que l'efficacité du sommeil augmente pendant ce temps. La deuxième étape consiste à augmenter le temps passé au lit tout en conservant le bénéfice d'un meilleur sommeil nocturne. Les siestes sont interdites pendant la journée. Pour mettre en œuvre cette technique, on utilise l'agenda du sommeil. La relaxation - notamment le training autogène de Schultz - peut avoir un intérêt.
Il existe des applications informatiques qui peuvent constituer une alternative aux techniques traditionnelles.

### Traitements médicamenteux
L'approche médicamenteuse devrait être progressive dans les traitements proposés au patient.

#### Antihistaminiques
En première intention, l'instauration de molécules de classe antihistaminique devrait être proposée au patient, celles-ci ayant pour effet secondaire d'entraîner une somnolence. En effet, le recours systématique des molécules benzodiazépines n'est pas toujours justifié, compte tenu de leur potentiel d'usage détourné ou de dépendance chez certains patients.
La doxylamine (Donormyl), la prométhazine et les molécules apparentées constituent une approche de première intention sans grand risque d'accoutumance. Ces molécules sont disponibles sans ordonnance en officine de pharmacie. L'hydroxyzine, molécule antihistaminique ayant des propriétés anxiolytiques, est parfois utilisée dans les troubles du sommeil. Il en est de même pour l'alimémazine (composant du médicament Théralène). Les antihistaminiques H1 (doxylamine, diphénhydramine, hydroxyzine) - utilisés contre les allergies - sont parfois prescrits contre l'insomnie, du fait même de leurs propriétés sédatives associées. Il existe parfois des effets indésirables atropiniques (vertiges, sécheresse de la bouche, fatigue).
La doxépine semble être la meilleure molécule, en termes de temps de sommeil, en particulier vis-à-vis des autres benzodiazépînes.

#### Benzodiazépines
Les benzodiazépines - utilisées traditionnellement pour leurs propriétés anxiolytiques - ont montré une réduction du temps d'endormissement de 14 minutes, et une augmentation rapportée de la durée du sommeil de 49 minutes (62 minutes en enregistrement) ; les évaluations des hypnotiques ont montré des résultats similaires aux benzodiazépines.
L'usage des benzodiazépines ou hypnotiques associés présente un risque d'effets indésirables importants : vertiges, somnolence diurne, troubles de la mémoire, du comportement (amnésie, somnambulisme, conduites automatiques, allant parfois jusqu'à être délictueux), chutes et accidents, accoutumance, syndrome de sevrage et dépendance. Les benzodiazépines et les hypnotiques sont classés dans les drogues entrainant une toxicomanie. La dépendance se manifeste par une inefficacité secondaire pouvant conduire à une augmentation des doses, ou à un syndrome de sevrage. Il convient toutefois de spécifier que les effets secondaires listés ne concernent pas du tout la totalité des usagers, et que chaque patient est amené à en rencontrer certains plus que d'autres.

#### Autres
D'autres produits psychotropes sont parfois utilisés pour traiter une insomnie, mais dans des indications particulières, et de façon très restreintes, notamment du fait d'une balance bénéfice-risque nettement défavorable : antidépresseurs, barbituriques, neuroleptiques.
La mélatonine est employée dans les insomnies en rapport avec le décalage horaire lors des voyages transcontinentaux. Dans les autres types d'insomnie, son efficacité n'est que modeste.
Aux États-Unis, la trazodone, antidépresseur, est souvent utilisée, même si elle n'a pas l'indication dans les troubles du sommeil.
Les antagonistes des récepteurs de l'orexine, suvorexant, lemborexant, ou daridorexant, sont efficaces dans les insomnies.

### Traitements non médicamenteux
Parmi les traitements phytothérapiques, seule la valériane a été évaluée cliniquement avec un effet modeste, essentiellement subjectif. Il est recommandé d'utiliser les extraits aqueux (tisanes) ou les extraits hydroalcooliques qui ne contiennent pas de composants toxiques. Les plantes telles que le tilleul, la mélisse, l'oranger ou encore la verveine sont utilisées traditionnellement contre l'insomnie mais n'ont quasiment pas été évaluées.
Les patients traités par acupuncture rapportent une amélioration de la qualité du sommeil, l'implantation d'aiguilles se faisant à des endroits précis. Par contre, il ne semble y avoir aucun bénéfice en matière de réduction de la durée d'endormissement ou d'augmentation de la durée du sommeil.
Une étude, publiée dans le domaine de l'ethnopharmacologie, a évalué l'efficacité et la sécurité des médicaments brevetés chinois (CPM) pour le traitement de l'insomnie primaire. Les CPM, fabriqués à partir de plantes médicinales chinoises, sont largement utilisés en Chine comme thérapie complémentaire et alternative. L'analyse réseau, basée sur 109 essais contrôlés randomisés (RCT) incluant 11 488 patients, compare l'efficacité et les effets secondaires de 45 CPM, seuls ou en combinaison avec des médicaments occidentaux, contre un placebo ou des benzodiazépines. Les résultats montrent que certains CPM, comme les capsules Shugan Jieyu, les comprimés Shenqi Wuweizi et le liquide/gélules Tianmeng, améliorent significativement la qualité du sommeil, prolongent la durée totale du sommeil et réduisent la latence d'endormissement par rapport aux benzodiazépines. En termes de sécurité, les CPM présentent un risque similaire ou inférieur d'effets secondaires gastro-intestinaux et de vertiges par rapport aux médicaments occidentaux ou au placebo. Cependant, la qualité des preuves est jugée faible ou très faible en raison de la méthodologie des essais. L'étude conclut que les CPM, en particulier ceux mentionnés, sont prometteurs pour le traitement de l'insomnie primaire, mais des essais mieux conçus sont nécessaires pour confirmer ces résultats.